# میمون بدبو
میمون بدبو (به انگلیسی: Funky Monkey) یک فیلم کمدی و خانوادگی آمریکایی-آلمانی محصول سال ۲۰۰۴ با بازی متیو موداین و رما دونی و کارگردانی هری باسیل است.

## اضافه توضیحات
این فیلم از منتقدان نظرات منفی دریافت کرد. اگرچه این فیلم در ابتدا برای اکران در سینماها در نظر گرفته شده بود، اما به رغم بودجه ۳۰ میلیون دلاری خود، مستقیماً به صورت فیلم ویدئویی منتشر شد.